# Großgmain
Großgmain é um município da Áustria, situado no distrito de Salzburg-Umgebung, no estado de Salzburgo. Tem 22,82 km² de área e sua população em 2019 foi estimada em 2.600 habitantes.